# ري تشانغ-هو
ري تشانغ-هو قالب:Lang-ko-kp هو لاعب كرة قدم كوري شمالي في مركز الدفاع، ولد في 4 يناير 1990 في كوريا الشمالية. شارك مع منتخب كوريا الشمالية لكرة القدم. أما مع النوادي، فقد لعب مع Rimyongsu Sports Club ‏.

## وصلات خارجية
- ري تشانغ-هو على موقع قاعدة بيانات كرة القدم.إي يو (الإنجليزية)
- ري تشانغ-هو على موقع ناشيونال فوتبول تيمز (الإنجليزية)
- ري تشانغ-هو على موقع Soccerway.com (الإنجليزية)